# Gressittia mackerrasi
Gressittia mackerrasi är en tvåvingeart som beskrevs av Philip 1963. Gressittia mackerrasi ingår i släktet Gressittia och familjen bromsar. Inga underarter finns listade i Catalogue of Life.